# Inquisitio (série télévisée)
Inquisitio est une série télévisée française créée par Nicolas Cuche et Lionel Pasquier, produite par Septembre Productions, et diffusée du 4 juillet 2012 au 25 juillet 2012 sur France 2.

## Synopsis
Au Moyen Âge, Guillaume est le premier fils du seigneur Tasteville. À la suite d'une tentative de noyade sur son petit frère, il est enfermé par son père. Lorsqu'il s'échappe de son cachot, c'est pour découvrir que le fléau noir s'est abattu sur sa famille, dont il est le seul survivant. Il fait alors vœu devant Dieu de servir l’Église et pour racheter ses péchés, se crève un œil.
Vingt-cinq ans plus tard, en 1378, pendant que Clément VII se dispute la place de souverain pontife avec Urbain VI, Guillaume, devenu Guillermo Barnal est grand inquisiteur. Il est chargé d'une affaire à Carpentras où il rencontre Samuel de Naples, un médecin juif qui tente de trouver un remède contre la peste. Le grand inquisiteur l'accuse du meurtre de deux prêtres mais lui se dit innocent. À ces accusations se mêlent des histoires de sorcellerie, d'hérésie, de dispute entre foi et science mais aussi le désir de conserver le pouvoir à tout prix.

## Distribution
- Aurélien Wiik : Samuel de Naples, le médecin
- Vladislav Galard : Guillaume Tasteville / Guillermo Barnal, le Grand Inquisiteur
- Annelise Hesme : Madeleine, la sorcière
- Olivier Rabourdin :  Raymond de Turenne, le Capitaine des Armes
- Hubert Saint-Macary : David de Naples, le père de Samuel et médecin
- Quentin Merabet : Silas, le novice de l'Inquisiteur
- Lula Cotton Frapier : Aurore, la fille de Samuel
- Yves Jacques : le cardinal de Mirail
- Michaël Vander-Meiren : l'antipape Clément VII
- Anne Brochet : Catherine de Sienne, la tertiaire dominicaine mystique et future sainte
- Philippe Laudenbach : Nathanaël Arnavi, le bayon
- Philippe Duclos : le Grand Rabbin Jacob de Millaud
- Christophe Fluder : Blaise Dutertre, le nain
- Anne-Sophie Franck : Éléonore
- Bastien Bouillon : Pierre de Luxembourg

## Auteurs
- Nicolas Cuche : épisodes 1 à 8, créateur de la série, scénario, adaptation et dialogues
- Lionel Pasquier : épisodes 1 à 8, créateur de la série, scénario et adaptation
- Sandro Agénor : épisodes 1 à 8, scénario, adaptation et dialogues
- Véronique Lecharpy : épisodes 1 à 8, scénario et adaptation
- Nicolas Tackian : épisodes 3 à 8, scénario et adaptation
- Lorraine David-Pidoux : épisodes 5 à 8, scénario et adaptation
- Musique originale composée par Christophe La Pinta

## Saison 1

### Liste des épisodes
1. De viris : des hommes
2. Docendi & iudicandi : d'enseigner et de juger
3. Murus strictus : murs étroits
4. Dura lex sed lex : la loi est dure, mais c'est la loi
5. Hic Jacet : ci-gît
6. Aura popularis : le vent de la faveur populaire
7. Consensus omnium : le consentement universel
8. Acta est fabula : la pièce est finie

## Abandon d'une saison 2
France 2 a commandé une deuxième saison. Pourtant, après plus d'un an de discussion, la chaîne finalement abandonne le projet d'une seconde saison.

## Polémique
Dans un communiqué publié le 4 juillet 2012, Mgr Bernard Podvin, porte-parole de la conférence des évêques de France, écrit : « je pleure et m’indigne de songer qu’à l’audimat, beaucoup risquent de se croire instruits par cette manière tendancieuse d’honorer l’histoire humaine et religieuse… » « Plusieurs universitaires médiévistes, peu suspects de complaisance envers l’Église catholique, nous disent combien ils sont atterrés par cette série », et de citer, « entre autres points scandaleux, le traitement indigne réservé à la grande mystique Sainte Catherine de Sienne ».
Citons aussi un article de Tristan Denonne publié dans le Monde le 18 juillet 2012 qui remet en cause le sérieux historique de la série, principalement du point de vue des faits religieux liés à la vie de Catherine de Sienne.
Un collectif de blogueurs catholiques dénonce la série par l’humour, en créant une vidéo parodique et par la création d’un personnage fictif « Saturnin Napator ». Leur volonté est de dénoncer avec humour la série. « Notre objectif, c’est d'en rester à une réaction paisible et bon enfant. Si la série est blasphématoire, elle l’est surtout contre l’intelligence et le bon goût ! ». Dans le même temps, ils créent un site Internet plus sérieux sur l’Inquisition, L’Inquisition pour les nuls, dont l’objectif est de renseigner sur l’époque,,.
Nicolas Cuche se défend : « Je ne voudrais pas qu’on s’imagine qu’Inquisitio est une sorte de brûlot anticlérical un peu simplet, une énième histoire mettant en scène la cruauté de l'Église… Sur le plan historique, ce serait faux. Sur le plan romanesque, convenu et limité ». Nicolas Cuche reconnaît la non-véracité historique de la série Inquisitio, affirmant que son Moyen Âge tient plus « de la science-fiction et des jeux vidéo » que de « la vérité de reconstitution ».
Pour l’écrivain Gilles Martin-Chauffier, Inquisitio « ressemble au Moyen Âge comme un bac à sable rappelle le Sahara. Quand on songe à des séries comme Les Tudors ou Rome, on tombe à la renverse. Avec les Anglo-Saxons, la vérité historique est respectée à la lettre. Tout est juste dans la rivalité entre César et Pompée ; rien n’est faux dans les calculs du cardinal Wolsey et de Henry VIII. Chez nous, du décor au contexte, tout est kitsch, jusqu’aux dialogues […]. Dire qu’on se prend pour l’Athènes du monde moderne, qu’on regarde de haut Los Angeles et qu’on invoque à tout bout de champ l’exception française et le service public. Saint Denis, priez pour nous ! »,,. 
L'écrivain Jean Sévillia, ayant publié de nombreux romans historiques, critique également la série télévisée dans une tribune du Figaro Magazine : « Inquisition - L'histoire contre la légende », pointant notamment du doigt « tous les clichés imaginables sur l'Inquisition », les anachronismes et ce qui demeure un « mythe forgé au XIXe siècle ».

## Commentaires
- Le budget de la saison 1 (8 × 52 minutes) avoisinait les 9,5 millions d’euros[18].
- Le développement de cette mini-série a duré quatre ans, dont trois ans d’écriture. Jean Nainchrik, le producteur, a expliqué qu’il y avait eu « une remise en question permanente »[18].

## Audiences
| Épisodes | Date de diffusion        | Nombre de téléspectateurs |
| -------- | ------------------------ | ------------------------- |
| 1 et 2   | Mercredi 4 juillet 2012  | 4,28 millions             |
| 3 et 4   | Mercredi 11 juillet 2012 | 2,9 millions              |
| 5 et 6   | Mercredi 18 juillet 2012 | 2,4 millions              |
| 7 et 8   | Mercredi 25 juillet 2012 | 2,4 millions              |

## Autour de la série, lieux de tournage
La série a été tournée en particulier en ces lieux :
- Département des Pyrénées-Orientales
  - Forteresse de Salses
- Département de Vaucluse
  - Avignon
  - Gordes
  - Forêt de Bonnieux et Lacoste
- Département des Bouches-du-Rhône
  - Château de Tarascon
  - Abbaye de Montmajour
- Département du Gard
  - Villeneuve-lès-Avignon, dont au Fort Saint-André et à la chartreuse du Val-de-Bénédiction
- Département des Alpes-de-Haute-Provence
  - Céreste
  - Noyers-sur-Jabron
- Département de l'Aude
  - Narbonne
- Département des Hautes-Alpes
  - Tallard
  - Orpierre
- Département de l'Oise
  - Château de Pierrefonds

## DVD
- L'intégrale de la série est sortie en coffret 3 DVD le 22 août 2012 chez France Télévisions Distribution au format 16/9 panoramique en français dolby digital avec sous-titres pour malentendants. Pas de suppléments en bonus[23].